# Zasłonak białopierścieniowy

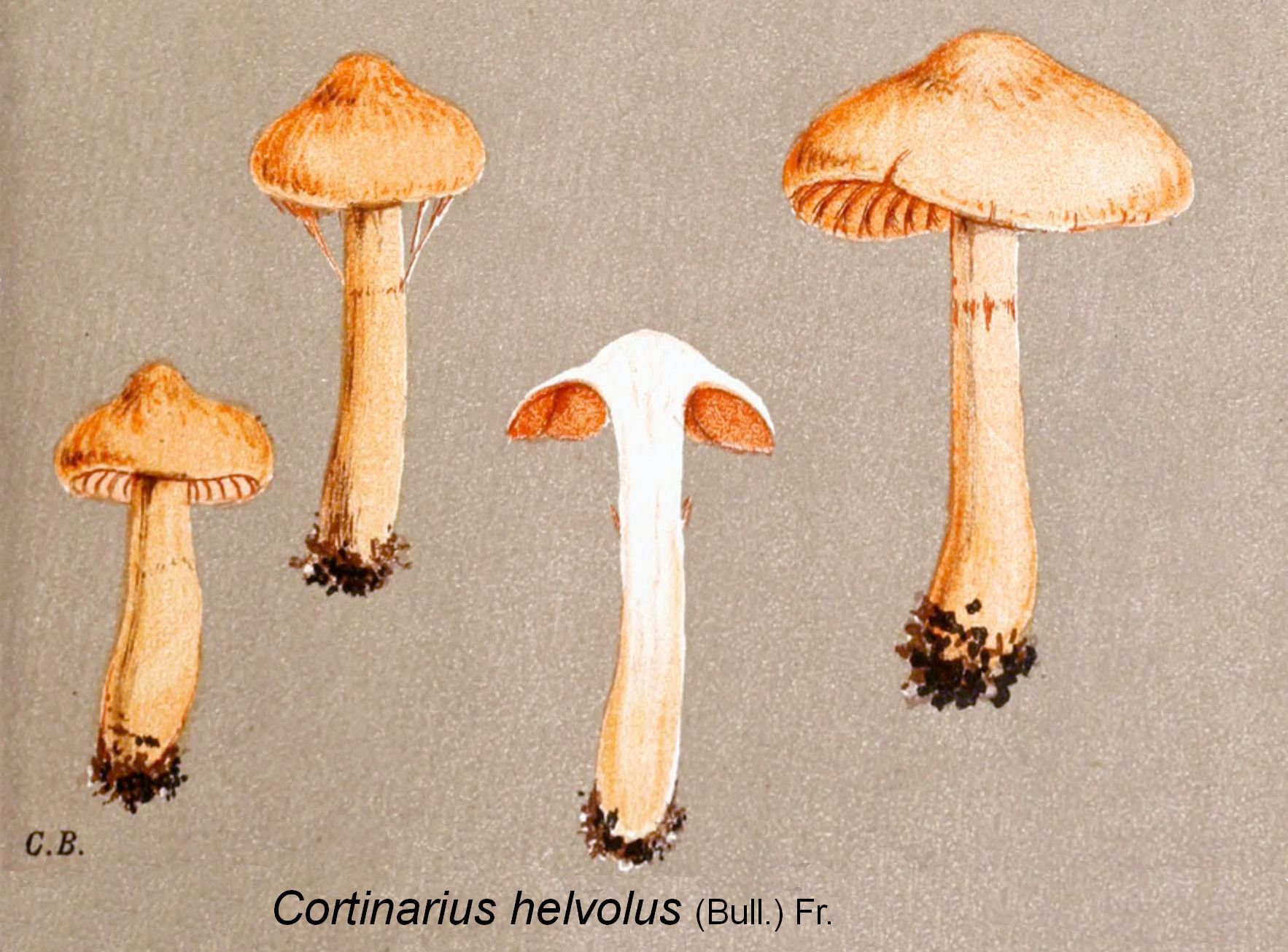

Zasłonak białopierścieniowy (Cortinarius helvolus (Bull.) Fr.) – gatunek grzybów należący do rodziny zasłonakowatych (Cortinariaceae).

## Systematyka i nazewnictwo
Pozycja w klasyfikacji według Index Fungorum: Cortinarius, Cortinariaceae, Agaricales, Agaricomycetidae, Agaricomycetes, Agaricomycotina, Basidiomycota, Fungi.
Po raz pierwszy zdiagnozował go w 1791 r. Jean Baptiste François Pierre Bulliard, nadając mu nazwę Agaricus helvolus. Obecną, uznaną przez Index Fungorum nazwę nadał mu Elias Fries w 1838 r.
Synonimy:

- Agaricus armeniacus var. helvolus (Bull.) Fr. 1821
- Agaricus helvolus (Bull.) Pers. 1801
- Cortinarius helvolus f. maximus Fr. 1863
- Cortinarius helvolus var. bresadolae Rob. Henry & Ramm 1989
- Cortinarius helvolus var. maximus (Fr.) Rob. Henry & Ramm 1989
- Cortinarius helvolus var. medius Fr. ex Rob. Henry & Ramm 1989
- Gomphos helvolus (Bull.) Kuntze 1891
- Hydrocybe helvola (Bull.) M.M. Moser 1953

Polską nazwę utworzył Andrzej Nespiak w 1981 r.

## Morfologia
Kapelusz
Średnica 3–7 cm, początkowo stożkowato-dzwonkowaty, potem wypukły z tępym garbkiem, czasem wklęsly. Jest higrofaniczny. Powierzchnia w stanie wilgotnym czerwona do rdzawobrązowej, w stanie suchym sucha lisio brązowa, często promieniście czarno nakrapiana. Brzeg z białymi jedwabistymi, włókienkami będącymi pozostałością osłony.
Blaszki
Rzadkie i bardzo rozstawione, szerokie, zaokrąglone, rdzawobrązowe. Ostrza gładkie.
Trzon
Wysokość 5–10 cm, grubość 0,5–1 cm, walcowaty, dołem zwężony, czasem lekko wrzecionowaty,. Powierzchnia podłużnie włóknista, koloru kapelusza, otoczona resztkami białej zasnówki tworzącej jedną lub więcej wyraźnych pierścieni, rzadko zasnówka jest słabo widoczna w postaci łuseczek.
Miąższ
W czapce jasno brązowy, w trzonie ciemnobrązowy, cienki, o niewyraźnym zapachu i smaku.
Cechy mikroskopowe
Wysyp zarodników rdzawobrązowy. Zarodniki prawie kuliste, 7,5–9 × 5,5 µm, jajowaty do szeroko elipsoidalnych, brodawkowate., proszek zarodników ma kolor rdzawobrązowy.

## Występowanie i siedlisko
Znane jest występowanie Cortinarius helvolus w kilku krajach Europy i na pojedynczych stanowiskach w USA i Ameryce Środkowej. Władysław Wojewoda w 2003 r. (opisując go jako C. heelveolus) przytacza 10 stanowisk. Bardziej aktualne stanowiska podaje internetowy atlas grzybów. Znajduje się w nim na liście gatunków zagrożonych i wartych objęcia ochroną.
Naziemny grzyb mykoryzowy. Występuje w lasach. Owocniki zazwyczaj od września do października.